# Les Chapelles-Bourbon
Les Chapelles-Bourbon és un municipi francès, situat al departament del Sena i Marne i a la regió de Illa de França. L'any 2007 tenia 373 habitants.
Forma part del cantó de Fontenay-Trésigny, del districte de Provins i de la Comunitat de comunes de Val Briard.

## Demografia

### Població
El 2007 la població de fet de Les Chapelles-Bourbon era de 373 persones. Hi havia 120 famílies, de les quals 20 eren unipersonals (16 homes vivint sols i 4 dones vivint soles), 16 parelles sense fills, 72 parelles amb fills i 12 famílies monoparentals amb fills.
La població ha evolucionat segons el següent gràfic:
Habitants censats

### Habitatges
El 2007 hi havia 125 habitatges, 118 eren l'habitatge principal de la família, 3 eren segones residències i 4 estaven desocupats. 109 eren cases i 16 eren apartaments. Dels 118 habitatges principals, 89 estaven ocupats pels seus propietaris, 26 estaven llogats i ocupats pels llogaters i 3 estaven cedits a títol gratuït; 3 tenien una cambra, 10 en tenien dues, 9 en tenien tres, 22 en tenien quatre i 74 en tenien cinc o més. 102 habitatges disposaven pel capbaix d'una plaça de pàrquing. A 37 habitatges hi havia un automòbil i a 79 n'hi havia dos o més.

### Piràmide de població
La piràmide de població per edats i sexe el 2009 era:
| Homes | Edats   | Dones |
| ----- | ------- | ----- |
| 0     | 95 o +  | 0     |
| 0     | 90 a 94 | 0     |
| 0     | 85 a 89 | 0     |
| 0     | 80 a 84 | 0     |
| 0     | 75 a 79 | 0     |
| 4     | 70 a 74 | 0     |
| 0     | 65 a 69 | 4     |
| 0     | 60 a 64 | 0     |
| 0     | 55 a 59 | 0     |
| 20    | 50 a 54 | 8     |
| 8     | 45 a 49 | 12    |
| 20    | 40 a 44 | 24    |
| 20    | 35 a 39 | 24    |
| 16    | 30 a 34 | 24    |
| 8     | 25 a 29 | 0     |
| 12    | 20 a 24 | 8     |
| 20    | 15 a 19 | 12    |
| 24    | 10 a 14 | 24    |
| 16    | 5 a 9   | 24    |
| 16    | 0 a 4   | 8     |

## Economia
El 2007 la població en edat de treballar era de 251 persones, 201 eren actives i 50 eren inactives. De les 201 persones actives 189 estaven ocupades (99 homes i 90 dones) i 12 estaven aturades (7 homes i 5 dones). De les 50 persones inactives 12 estaven jubilades, 28 estaven estudiant i 10 estaven classificades com a «altres inactius».

### Ingressos
El 2009 a Les Chapelles-Bourbon hi havia 142 unitats fiscals que integraven 428 persones, la mediana anual d'ingressos fiscals per persona era de 22.529 €.

### Activitats econòmiques
Dels 20 establiments que hi havia el 2007, 1 era d'una empresa extractiva, 11 d'empreses de construcció, 3 d'empreses de comerç i reparació d'automòbils, 2 d'empreses d'hostatgeria i restauració, 2 d'empreses de serveis i 1 d'una empresa classificada com a «altres activitats de serveis».
Dels 12 establiments de servei als particulars que hi havia el 2009, 1 era un taller de reparació d'automòbils i de material agrícola, 1 paleta, 2 guixaires pintors, 4 fusteries, 1 lampisteria, 2 empreses de construcció i 1 restaurant.

## Equipaments sanitaris i escolars
El 2009 hi havia una escola elemental.

## Poblacions més properes
El següent diagrama mostra les poblacions més properes.